# Сан-Боніфачо
Сан-Боніфачо (італ. San Bonifacio, вен. San Bonifacio) — муніципалітет в Італії, у регіоні Венето,  провінція Верона.
Сан-Боніфачо розташований на відстані близько 410 км на північ від Рима, 85 км на захід від Венеції, 23 км на схід від Верони.
Населення — 21 226 осіб (2014).
Щорічний фестиваль відбувається 8 вересня. Покровитель — Sant'Abbondio.

## Демографія
Населення за роками:

Станом на 1 січня 2023 року в муніципалітеті офіційно проживало 3988 іноземців з 75 країн, серед них 1087 громадян країн Євросоюзу та 53 громадяни України.

## Сусідні муніципалітети
- Арколе
- Бельфіоре
- Гамбеллара
- Лоніго
- Монтефорте-д'Альпоне
- Соаве